# Алексей Навални
Алексѐй Анато̀лиевич Нава̀лни (на руски: Алексей Анатольевич Навальный) е руски опозиционен политик, юрист и общественик.
Лидер е на партията „Народен алианс“ от 2013 г., която между 2014 и 2018 г. носи името „Партия на прогреса“, а през 2018 г. се трансформира в „Русия на бъдещето“, на която през 2019 г. Министерството на правосъдието на Руската федерация отказва регистрация. Той е основател на организацията с нестопанска цел Фонд за борба с корупцията (Фонд борьбы́ с корру́пцией), която през юли 2020 г. обявява ликвидация като юридическо лице и е регистрирана с друго юридическо наименование – „Фонд за защита правата на гражданите“ (НО „ФЗПГ“).
Навални е член на Координационния съвет на руската опозиция. Той организира антиправителствени демонстрации и се кандидатира за висши държавни длъжности, за да защитава реформи срещу корупцията. Признат е от Амнести Интернешънъл за „затворник на съвестта“ и е удостоен с наградата за свобода на мисълта „Сахаров“ за работата си по правата на човека.
Алексей Навални е осъждан нееднократно от руски съд по различни обвинения. По първите две дела срещу него получава условни присъди: 5 години за „разхищение на държавно имущество“ по делото „Кировлес“ през юли 2013 г. и 3,5 години за „мошеничество“ по делото „Ив Роше“ през декември 2014 г., въпреки отказа от претенциите на ищеца по второто дело. Европейският съд по правата на човека (ЕСПЧ) присъжда, че в първото дело са нарушени правата на Навални за справедливо разбирателство и за наказание изключително на основание на закона. ЕСПЧ му отсъжда 79 000 евро компенсации, но на 8 февруари 2017 г. руски съд потвърждава присъдата със задължение за ежемесечни доклади в полицията. През октомври 2017 г. ЕСПЧ признава присъдата по делото „Кировлес“ за произволна и необоснована. За това през юли 2018 г. Навални получава от руското правителство компенсация от над 4 милиона рубли. През август 2020 г. е отровен в Сибир и провежда петмесечно лечение в Германия. Така не може да прави ежемесечни доклади в руската полиция и след завръщането се в Русия през януари 2021 г. е арестуван. През февруари 2021 г., март 2022 г. и август 2023 г. е осъден от три московски съдилища на общо 30 години лишаване от свобода.
На 16 февруари 2024 г. Руската затворническа служба съобщава, че Алексей Навални е починал на 47-годишна възраст. На 1 март е погребан в Борисовското гробище.

## Обществена и политическа дейност
Навални поддържа блог на обществено-политическа тематика, носещ неговото име (с подзаглавие „Последната битка между доброто и неутралността“). Сайтът е създаден през 2007 г. и по данни на Similarweb има около 170 000 посещения месечно, в т.ч. около 78 500 уникални посещения (общо 500 000 посещения за тримесечието ноември 2021-януари 2022; за сравнение, за същия период журналист и влогър Иля Варламов генерира от два до четири пъти повече посещения месечно). Към март 2022 г. в сайта на „Радио Свобода“ (Svoboda.org) има повече от 5000 съвпадения при търсене по името на Навални.
Навални разработва и ръководи антикорупционни проекти като „Умное голосование“, „Профсоюз Навального“, „РосПил“, „РосЖКХ“, „РосЯма“, „РосВыборы“ и „Добрая машина правды“. Те са част от създадения от него през 2011 г. „Фонд за борба с корупция“, който през октомври 2019 г. е обявен от руското министерство на правосъдието за „чуждестранен агент“, а през 2021 г. московската прокуратура издава искане Фондът за борба с корупцията и Фондът за защита на правата на гражданите да бъдат признати за екстремистки организации.
През 2013 г. се кандидатира за кмет на Москва, подкрепен от дясноцентристката, либерално-консервативна политическа партия „Партията на народните свободи“ (ПАРНАС). Навални остава на второ място с малко над 27% от електоралните гласове като получава по-голяма подкрепа от гласоподавателите от Иван Мелников, Сергей Митрохин, Михаил Дехтярев и Николай Левичев (Справедлива Русия) взети заедно, но губи от временно изпълняващия длъжността кмет на Москва Сергей Собянин, който получава 51,37% от гласовете.
На 18 юли 2013 г. Навални е осъден по т.нар. дело „Кировлес“ от съд в гр. Киров на 5 години затвор за присвояване на над 500 000 щатски долара (16 милиона рубли) от държавна компания за дървесина. В началото на 2016 г. Европейският съд по правата на човека публикува решение по делото Navalnyy and Ofitserov v. Russia, взето единодушно, според което правото на Навални на справедлив процес при разглеждане на делото „Кировлес“ през 2013 г. е нарушено (по член 6 § 1 – право на справедлив процес, от Европейската конвенция за правата на човека). ЕСПЧ констатира, че съдът, издал осъдителната присъда на съобвиняемите, е формулирал присъдата си по начин, който може да бъде разгледан като увреждащ по отношение на предполагаемото участие на жалбоподателите в престъплението. Според ЕСПЧ руските съдилища са признали жалбоподателите за виновни в действия, неразличими от обичайните търговски дейности, което означава, че наказателният закон е бил тълкуван произволно във вреда на жалбоподателите. В допълнение, руските съдилища не са успели да опровергаят оспоримото твърдение на Навални, че причините за неговото наказателното преследване са неговата политическа дейност.
През същата 2016 година Навални обявява, че ще участва в президентските избори в Русия през март 2018 г. През 2017 г. Централната избирателна комисия в страната отхвърля кандидатурата му за регистрация за участие в изборите (спечелени с близо 77% от вота от Владимир Путин), въпреки събраните от Навални 500 подписа, необходими за регистрирането му, с мотива, че срещу него има издадена присъда за корупция. През 2018 г. Европейският съд по правата на човека се произнася с ново решение срещу Русия, с което определя седемте ареста на Навални между 2012 до 2014 г. като политически мотивирани съгласно условията на Европейската конвенция за правата на човека, по която Русия е страна. В решението се казва, че арестите са целели „потискане на политическия плурализъм“, а руската държава е осъдена да заплати на Навални 63 000 евро – 50 000 евро като компенсация за морални щети, 1025 евро за материални щети и 12 653 евро разноски по делото. В коментара си за решението Навални отбелязва, че това решение е много важно не само за него, „но и за много хора в Русия, които ежедневно се сблъскват с подобни арести“.
На 2 март 2022 г. Навални публикува в блога си и в своя удостоверен личен профил в Twitter изявление на английски език, с което заклеймява нападението на Русия над Украйна. В едно от свързаните съобщения той подчертава, че „Путин не е Русия“, и допълва, че ако има нещо в Русия в момента, с което руските граждани може да се гордеят най-много, това са „тези 6824 души, които бяха задържани, защото - без никой да ги призовава - излязоха на улицата с плакати с надпис „Не на войната““. За 48 часа изявлението му е препубликувано повече от 34 000 пъти, а близо 100 000 потребители на Twitter са заявили подкрепата си чрез функцията „харесвам“.

## Опит за убийство и лишаване от свобода
През август 2020 е направен опит за убийството на Навални чрез отравянето му с нервнопаралитичното вещество „Новичок“, забранено съгласно Конвенцията за забрана на химическото оръжие, по която Руската федерация е страна. Той колабира по време на полет над Сибир и е откаран по спешност в болница в Омск. Смята се, че това аварийно кацане спасява живота му. Базираната в Берлин, Германия, благотворителна организация „Фондация Кино за мир“ успява да убеди руските власти да разрешат транспортирането му по въздух до Берлин за лечение. През септември германското правителство разкрива, че тестовете, извършени от военните, са открили „недвусмислено доказателство за химическо нервно-паралитично бойно вещество от групата „Новичок“. Кремъл отрича каквото и да е участие и отхвърля резултатите от тестовете, доказали наличието на „Новичок“.
След възстановяване, продължило няколко месеца, на 17 януари 2021 г. Навални се завръща в Москва и незабавно е задържан на летището при паспортния контрол. Неговите поддръжници в страната организират масови протести в цяла Русия, на които полицията задържа над 5000 души за участие в неразрешени митинги. Съпругата на Навални Юлия е сред задържаните за участие в демонстрациите над 1600 души само в Москва. Европейският съюз налага санкции на шестима висши руски служители и на Държавния научно-изследователски институт по органична химия и технология в Москва, като ги обвинява в пряко участие в отравянето. В отговор на санкциите Русия издава забрана за влизането на територията на страната на няколко служители и институции на ЕС.
На 2 февруари Московски съд издава присъда лишаване от свобода на Навални за 42 месеца за нарушаване на условията на условната присъда за измама срещу него от 2014 г. Той е обвинен, а съдът го намира за виновен, в неспазване на изискването да подава доклади редовно в полицията през 2020 г. Неговият юридически екип заявява, че това е абсурдно, тъй като властите са знаели, че той получава спешна помощ в Берлин заради отравянето с „Новичок“ в Сибир. Той припомня на съда, че през част от това време е бил в кома. Самият Навални твърди, че между януари и август 2020 г., когато е отровен, е подавал доклади в полицията два пъти месечно и отхвърля делото за измама като измислено и целящо да го заглуши. Изправен пред съда, Навални повтаря обвинението си срещу президента на Руската Федерация, Владимир Путин, твърдейки, че той лично е наредил на държавни агенти да го отровят.
Година по-късно, през февруари 2022 г., Съдът в град Владимир, Русия, отхвърля искането на Навални за отмяна на статута му на „терорист“. Служители на Федералната служба по изпълнение на наказанията (ФСИН) казват по време на изслушването, че Навални е с този статут, защото „е извършил административни нарушения на законите и разпоредбите, основал е организация, която е призната за екстремистка, и защото срещу него е образувано наказателно дело на обвинения в екстремизъм“. Междувременно на 7 май 2021 г. международна организация за защита на правата на човека Amnesty International публикува официална позиция относно титулуването на Алексей Навални „Затворник на съвестта“, като възстановява този негов статут и адресира начина, по който руското правителство се възползва в негативен за него и за основните човешки права план от казуса с оттеглянето му през февруари 2021 г. Тогава организацията взема вътрешно решение да преустанови използването на термина „Затворник на съвестта“ за Навални, поради опасения, свързани с дискриминационни изявления, които може да представляват застъпничество на омраза и които той е направил през 2007 и 2008 г.
| „ | Amnesty International взе погрешно решение, което постави под въпрос нашите намерения и мотиви в критичен момент и се извинява за негативните последици, които това имаше върху Алексей Навални лично и активистите в Русия и по света, които неуморно се борят за неговата свобода. | “ |

През февруари 2022 г. Федералната служба за надзор в сферата на съобщенията, информационните технологии и масовите комуникации Роскомнадзор заплашва да блокира осем уебсайта на RFE/RL, обслужващи аудиториите на медията в Русия, Украйна и Централна Азия, в т.ч. двата най-големи уебсайта на RFE/RL за руската аудитория – Radio Liberty и Current Time, ако незабавно не свалят статиите, свързани с разследванията за корупция на Навални. Въпросното съдържание включва разследванията на Навални за корупция, свързани с черноморския „дворец“ на руския президент Владимир Путин, свързания с Кремъл бизнесмен Евгений Пригожин, руския православен патриарх Кирил и други високопоставени фигури във властовите структури на Русия. Регулаторът отправя предупреждението и искането за сваляне чрез поредица от над 60 уведомления, изпратени едно след друго по електронна поща. Медията отговаря, че няма да се съобрази с искането и „да позволи на Кремъл да диктува нашите редакционни решения“, което президентът на RFE/RL Джейми Флай осъжда като акт на „политическа цензура“.
На 22 март 2022 г. Навални е осъден от Лефортовския районен съд на Москва на девет години затвор и на глоба от около 11 500 долара по обвинения за „мошеничество в особено голям размер и неуважение към съда“. Процесът се провежда в импровизирана съдебна зала в затвора край Москва, където той е държан повече от година. Тази присъда позволява на руските власти да преместят Навални в затвор с по-висока степен на сигурност по-далеч от Москва, което ще затрудни адвокатите и семейството му да го посещават.
На 4 август 2023 г. Московският градски съд осъжда Алексей Навални на още 19 години затвор в колония със специален режим по обвинения в „създаване на екстремистка общност, финансиране на екстремистка дейност и призоваване към екстремизъм в интернет“.
От 5 декември 2023 г. Навални изчезва от затвора за почти три седмици и на 25 декември 2023 г. се появява информация, че е на север в нов затвор – Изправителна колония № 3 „Полярен вълк“ в селището Харп, в градския окръг Лабитнанги на Ямало-Ненецкия автономен окръг (ЯНАО).
На 16 февруари 2024 г. управлението на ФСИН на ЯНАО съобщава, че Навални се почувствал зле след разходка, почти веднага загубил съзнание. Твърди се също, че линейката идва за 7 минути, лекарите от Бърза помощ в продължение на 30 минути са предприели необходимите реанимационни мерки, които не са дали положителен резултат и е констатирана смъртта. Политикът умира, докато е в наказателната килия за 27-ми път, общият престой е 295 дни до 15 февруари включително.

## „Навални“ (документален филм)
Филмът „Навални“ документира събитията, свързани с отравянето на Навални и работата му с българския разследващ журналист от Белингкат Христо Грозев, в резултат на която са идентифицирани агентите на Федералната служба за сигурност на Руската федерация, участвали в отравянето, които са представени в документален филм на режисьора Даниел Роер. Премиерата на филма, продуциран от HBO Max и CNN Films, се състои на 25 януари 2022 г. на филмовия фестивал „Сънданс“. Той е сред номинираните в категорията за документално кино на 95-те награди на Филмовата академия на САЩ, печели наградата за най-добър политически документален филм на седмите награди Critics' Choice и наградата за най-добър документален филм на Британската академия за филмово и телевизионно изкуство. В речта си при получаването на статуетката за „Навални“ на церемонията на 76-тите награди на БАФТА през февруари 2023 г. създателите на филма изказват благодарност и посвещават наградата на Грозев, който е сред главните действащи лица във филма, заедно с Мария Певчих – главен следовател на Фондацията за борба с корупцията на Навални. Съпругата и дъщерята на Навални – Юлия и Дария – присъстват на церемонията, за разлика от Грозев. В съобщение, което публикува в своята профилна страница в Twitter, Грозев обявява, че му е „забранено“ да присъства на церемонията по връчването на наградите в Лондон, защото представлява „риск за сигурността“.
Филмът е показан премиерно на голям екран в България на 27 септември 2022 г. в кино „Люмиер“ в София, а след края на прожекцията се състои дискусия с Христо Грозев, водена от журналистката Ирина Недева. Три месеца по-късно Грозев е обявен за федерално издирване в Русия.

## Награди
Навални е носител на наградата за свобода на мисълта „Сахаров“ за 2021 г., с която Европейският парламент отличава личности и организации, които се борят за правата на човека и основните свободи. Дария Навалная приема наградата от името на своя баща на церемония на 15 декември 2021 г., тъй като Навални се намира в затворническа колония в Русия за извършване на принудителен труд.
Също през 2021 г. Навални става носител на наградата за храброст „Борис Немцов“, която съучредителите и настоятелството на Фондацията за свободата „Борис Немцов“ избират да връчат на него заради „изключителния му принос за разкриването на корупцията и увеличаването на ангажираността на гражданите с все още съществуващите политически процедури в Русия“. „През годините той се превърна в най-влиятелния опозиционен политик в Русия и символ на съпротивата срещу тиранията в целия свят“, казва се още в официалното съобщение по повод на присъждането на наградата на Навални. Фондацията също призовава за незабавното освобождаване на Навални.